# Język vanimo
Język vanimo (a. wanimo, manimo), także: dumo, duso – język papuaski używany w prowincji Sandaun w Papui-Nowej Gwinei, w trzech wsiach w dystrykcie Vanimo. Według danych z 2000 roku posługuje się nim blisko 3 tys. osób.
Jest językiem tonalnym. Należy do rodziny języków skou. Dzieli się na dwa dialekty: dumo i dusur.
W 1973 r. do obszaru tego języka zaliczono miejscowości: Isi, Vanimo, Warimo, Yako.
Do jego zapisu stosuje się alfabet łaciński, aczkolwiek w ograniczonym zakresie.